# يانغ مينغ
وانغ شورين (26 أكتوبر 1472 - 9 يناير 1529) يشار إليه عادةً باسم وانغ يانج مينج، هو خطاط صيني وجنرال وفيلسوف وسياسي وكاتب خلال عهد أسرة مينغ. يُنظر إليه عمومًا على أنه أهم مفكري الكونفوشيوسية الجديدة بعد تشو شي، وقد تحدى الثنائية العقلانية المتأصلة في فلسفة تشو شي الأرثوذكسية. يُنسب إليه الفضل إلى جانب لو شيانغشان [الإنجليزية] باعتباره أحد مؤسسي مدرسة لو وانغ، المعروفة أيضًا باسم مدرسة العقل.
يُعرف في الصين واليابان والدول الغربية باسمه الشرفي وليس باسمه الخاص.

## حياته
ولد وانغ في يوياو بمقاطعة جيجيانغ في عائلة علمية تتمتع بإرث طويل من الخدمة البيروقراطية. حصل والده وانغ هوا على المركز الأول كأفضل باحث في الامتحان الإمبراطوري لعام 1481 وترقى ليصبح نائب وزير وزارة الشعائر، ولكن تم تخفيض رتبته لاحقًا وطرد من الخدمة الحكومية لإساءته إلى ليو جين وهو أحد الخدم.
أصبح وانغ جنرالاً ناجحًا وعُرف عنه الانضباط الصارم الذي طبقه على جنوده، مثبطًا عدة ثورات. وفي 1519 ميلادية، وبينما كان حاكمًا لمقاطعة جيانغشي، قام بإحباط ثورة الأمير زو تشين-هاو، ووضع أحد أول المراجع في استخدام fo-lang-ji في المعركة، ارتدادي التعبئة مدفع كلفري مستورد من التجار البرتغاليين للصين. وكونه حاكم جيانغشي، قام أيضًا ببناء المدارس، وأعاد توطين الثوار، وأعاد بناء ما فُقد بسبب العدو أثناء الثورة. وبالرغم من تنصيبه إيرل، فقد كان منبوذًا لمعارضته لـتشي شو.
وبعد موته بثمانٍ وثلاثين سنة، تم إعطائه لقب مركيز ولقب مكمل الثقافة. وتم تقديم القربان له عام 1584 في معبد الكونفشيوسية (Confucian Temple)، أعلى شرف لباحث.

## الآراء الفلسفية
كان وانغ من الرموز القائدة في مدرسة العقل للكونفشيوسية الجديدة، التي أسسها لو جيويوان (Lu Jiuyuan) من جنوب سونغ. وقامت تلك المدرسة بمناصرة تفسير منسيوس (Mencius) (كونفشيوسي كلاسيكي أصبح مركزًا للتفسيرات اللاحقة) الذي وحد العلم والحركة. والمدرسة المنافسة، مدرسة المبدأ (Cheng-Zhu school) (Li)، عاملت عملية جمع المعلومات كنوعٍ من التحضير أو الزراعة التي حين تكتمل، قد ترشّد الحركة.

### المعرفة الفطرية
من نيو کنفیوشنازم الخاص بشينغ-زو التي كانت السائدة في ذلك الوقت، طور وانغ يانغ مينغ فكرة المعرفة الفطرية، مجادلاً بأن كل شخص، يعرف منذ الولادة الفرق بين الخير والشر. وهذه المعرفة فطرية وليست عقلانية. أفكار وانغ يانغ مينغ الثورية تلك هي ما ستلهم لاحقًا المفكرين اليابانيين البارزين مثل موتوري نوريناغا (Motoori Norinaga)، الذي جادل في أنه بسبب آلهة شنتو (Shinto)، فاليابانيون وحدهم لديهم القدرة الفطرية على التمييز بين الخير والشر دون الحاجة إلى التعقل المعقد. ومدرسته الفكرية (Ōyōmei-gaku باليابانية، Ō تعني الاسم الأول «وانغ»، yōmei تعني «يانغ مينغ»، gaku تعني «مدرسة التعلم») أثرت كثيرًا على قيم الساموراي الياباني.

### المعرفة كإجراء
يأتي رفض وانغ للتحقيق في المعرفة يأتي من حقيقة أنه في وقت النظرة التقليدية للفكر الصيني كانت أنه بمجرد أن يحصل الفرد على المعرفة، فالفرد عليه واجب وضع تلك المعرفة قيد التنفيذ. وهذا افترض احتمالين:
- إن الفرد يمكنه الحصول على المعرفة بدون\سابقة للحركة الموازية.
- إن الفرد يمكنه أن يعرف ما هي الحركة الملائمة، ولكن يفشل في التنفيذ.

رفض وانغ كليهما، الأمر الذي أتاح له تطوير فلسفته الخاصة بالحركة. اعتقد وانغ أنه
فقط خلال التنفيذ المتزامن يمكن للفرد أن يحصل على المعرفة، ويمنع من كل السبل الأخرى للحصول عليها. بالنسبة له، لم تكن هناك طريقة أخرى لاستخدام المعرفة بعد الحصول عليها، لأنه اعتقد أن المعرفة والحركة موحدان. وأي معرفة تم الحصول عليها ومن ثم وُضعت قيد التفيذ، تم اعتبارها وَهمًا أو خطأ.

### العقل والعالم
اعتقد أن الأشياء لا تتواجد بانفصال تام عن العقل لأن العقل يشكلها. واعتقد أنه ليس العالم هو من يشكل العقل، ولكن العقل هو ما يعطي الأفكار للعالم. لذلك، العقل وحده ليس مصدر كل الأفكار. وفهم أن هذا ضوء داخلي، طيبة فطرية داخلية وفهم لما هو جيد. وهذا مشابه لتفكير الفيلسوف اليوناني سقراط، الذي جادل بأن المعرفة فضيلة.
وبغية القضاء على الرغبة الأنانية التي تغيم قدرة العقل على فهم ما هو جيد، ويمكن للفرد أن يتدرب على نوع التأمل هذا، المسمى أحيانًا «الراحة الهادئة» أو «الجلوس الثابت» (jingzuo 靜坐). وهذا مماثل لتدريب تأمل التشان (زن (Zen)) في البوذية (Buddhism).

## التأثير
- ويعتبر وانغ يانغ مينغ واحدًا من المعلمين الأربعة الكبار للكونفوشيوسية في التاريخ جنبًا إلى جنب مع كوفوشيوس (Confucius)،منسيوس وتشو شي (孔孟朱王).
- أسس وانغ يانغ مينغ "مدرسة ياوجيانغ" (بالصينية 姚江學派) أو "مدرسة يانغ مينغ للعقل" (بالصينية " 陽明心學)، التي أصبحت واحدة من المدارس الكونفوشيوسية في الفترة الوسطى للأخيرة من فترة مينج وفترة تشينغ الصينية. وتأتي الرموز من تلك المدرسة بعد وانغ كانوا وانغ جي (Wang Ji) (王龍溪)، تشيان ديهونغ (Qian Dehong) (錢德洪)، وانغ جن (Wang Gen) (王艮)، وانغ زونغ زاي (Huang Zongxi) (黃宗羲)، لي إيشاوي (Li Zhuowu) (李卓吾) وليو زونغ زاو (Liu Zongzhou) (劉宗周). وشكل وانغ جن مدرسة تاي زاو (泰州學派)، التي عكس شمال تفكير وانغ يانغ مينغ. وخلال أواخر فترة مينج، أصبح تفكير وانغ يانغ مينغ شعبيًا بدرجة بارزة ومؤثرًا في الصين.
- تأثر أدميرال الحرب الروسية اليابانية الياباني هيهاتشيرو توغو (Tōgō Heihachirō)، بوانغ، وصنع طبع كُتب عليه، «حياة المرء كلها تبعت مثال يانغ مينغ» (一生低首拜陽明). في اليابان، العديد من الباحثين والساسة (هذه المجموعة من الناس تُسمى باليابانية: 陽明学者) نشأوا من مدرسة وانغ يانغ مينغ (Ōyōmei-gaku) في التاريخ، من ضمنهم كومازاو بانزن (Kumazawa Banzan) (熊沢蕃山)، وسايغو تاكاموري (Saigō Takamori) (西郷隆盛)، (Takasugi Shinsaku) تاغاشوكي شينساكو (高杉晋作) وتوجو ناكا (Nakae Tōju) (中江藤樹). ويُعتبر توجو ناكا مؤسس Ōyōmei-gaku اليابانية.
- شيانج كاي شيك (Chiang Kai-shek) قام بتسمية منطقة جذب سياحية وطنية في تايوان، باسم اليانغمينغشان، بعد وانغ. وهناك أيضًا طريق في نانتشانغ يحمل اسم طريق يانع مينغ على اسم وانغ بتأثير من موظفي شيانغ المحليين.
- والفضل لتعاليم وانغ يانغ مينغ في إلهام العديد من الإصلاحيين والثوريين اليابانيين خلال القرن التاسع عشر. الأمر الذي أدى إلى الاهتمام الزائد بأفكاره في اليابان بنهاية فترة مييجي، عندما كان العديد من النشطاء الصينيين مثل ليانغ كيشاو (Liang Qichao) وشيانج كاي شيك من سكان اليابان. واعتقد بعض المفكرين الصينيين والكوريين أن تعاليم وانغ يانغ مينغ أثرت بقوة على تطور البوشيدو المعاصر («طريق المحارب») في اليابان، وقاموا بالمنادة بالأخلاق في بلادهم لتقوية روح شعوبهم.[5]
- تفسير وانغ للكونفوشيوسية كان ذا تأثير في الصين في الأزمنة المعاصرة. حاول الزعيم الحربي الصيني للقرن العشرين يان شيشان (Yan Xishan) إعادة إحياء الكونفوشيوسية في شانشى معتمدًا بشكل كبير على فلسفة وانغ.[6]

## وصلات خارجية
- يانغ مينغ على موقع الموسوعة البريطانية (الإنجليزية)

- مؤلفات يانغ مينغ في مشروع غوتنبرغ